# Hippeastrum
Hippeastrum Herb. es un género de plantas perennes y bulbosas de la familia Amaryllidaceae que comprende unas 75 especies nativas de regiones subtropicales y tropicales de América, desde Argentina hasta México y el Caribe. Estas plantas, cultivadas en todo el mundo por sus vistosas flores, se las conoce popular, pero erróneamente, como Amaryllis, un género africano de Amaryllidaceae.

## Etimología

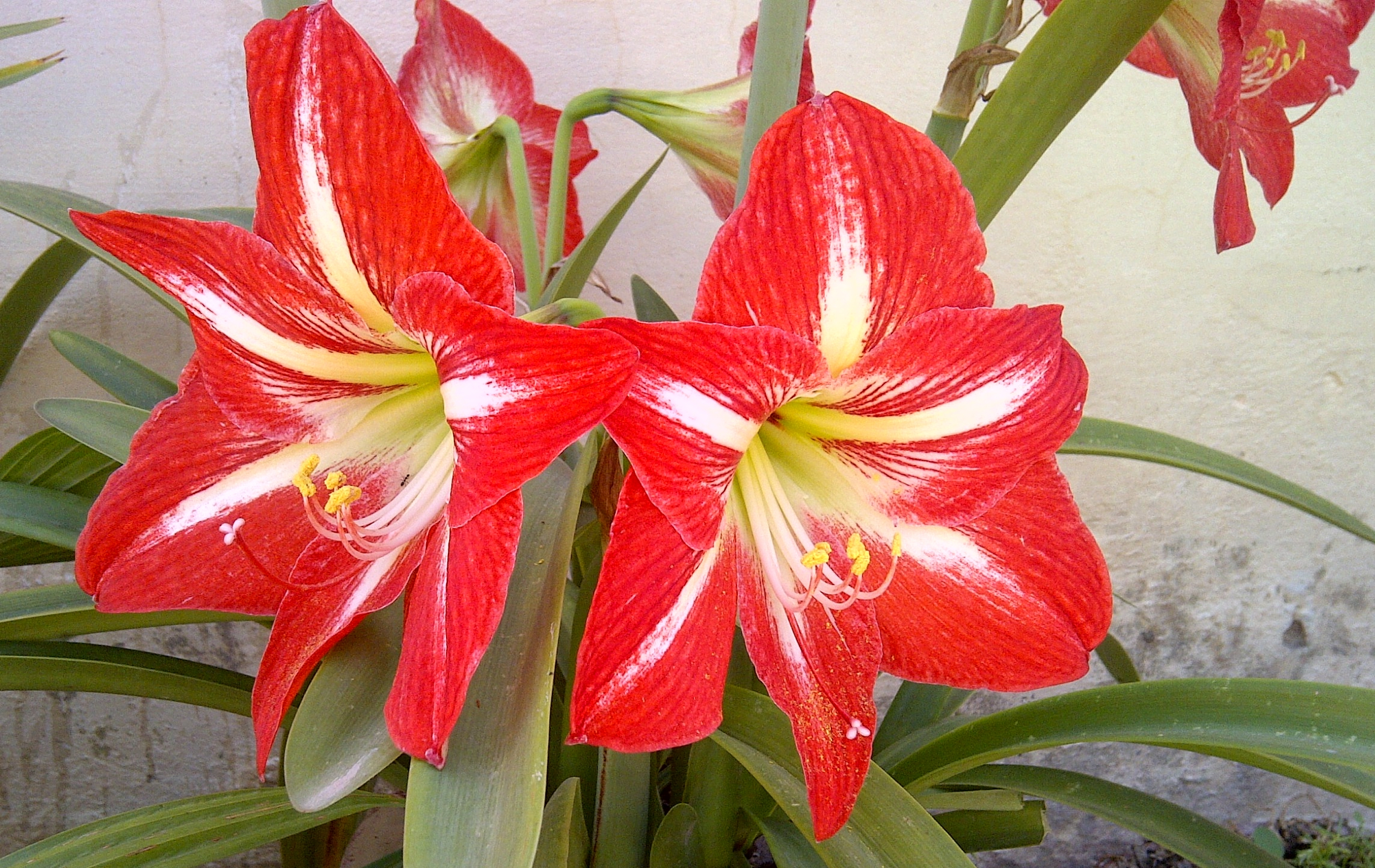
Hippeastrum striatum

El nombre Hippeastrum deriva del griego y significa "estrella del caballero", fue elegido por el reverendo William Herbert en 1821 para describir a la primera especie del género, Hippeastrum reginae. La etimología no parece ser en este caso de mucha ayuda para describir alguna característica particular de la especie o del género en cuestión. La conexión "equina" en la denominación de este género fue realizada por primera vez por el botánico sueco Carlos Linneo quien denominó "Amaryllis equestris" a una especie que hoy llamamos Hippeastrum, ya que la veía sumamente parecida a las especies africanas del género Amaryllis. Qué es lo que pensó Linneo cuando denominó "amarylis del caballo" a esta especie quizás nunca se sabrá, no obstante, una acotación en la descripción de la misma en una revista de botánica de 1795 puede arrojar alguna luz sobre el tema. William Curtis en esa revista, al describir las dos partes de la espata que cubren los pimpollos comentó que los mismos "se levantan en un cierto período de la floración de la planta, como si fueran orejas, dando a toda la flor un gran parecido con la cabeza de un caballo". Aparentemente Linneo estuvo totalmente de acuerdo con la observación de Curtis cuando decidió bautizar a la especie.
Años después, el Deán William Herbert, un botánico y clérigo del siglo XIX que fue una autoridad en las amarilidáceas, se dio cuenta de que —a pesar de que son superficialmente similares— estas plantas sudamericanas no estaban estrechamente relacionadas con las azucenas de enero o azucenas del Cabo (Amaryllis belladonna). Por esta razón, Herbert las separó del género Amaryllis y acuñó un nuevo nombre genérico que mantenía la conexión ecuestre de Linneo, aunque de un modo un tanto complicado. Herbert escribió en 1821: "Las he denominado Hippeastrum o Lirio estrella del caballero, continuando con la idea que dio origen al nombre equestris". No obstante el esfuerzo de Herbert en distinguir ambos géneros, la mayoría de los aficionados a las plantas ornamentales continúan denominando amarilis tanto a las plantas del Viejo como a las del Nuevo Mundo.

## Descripción

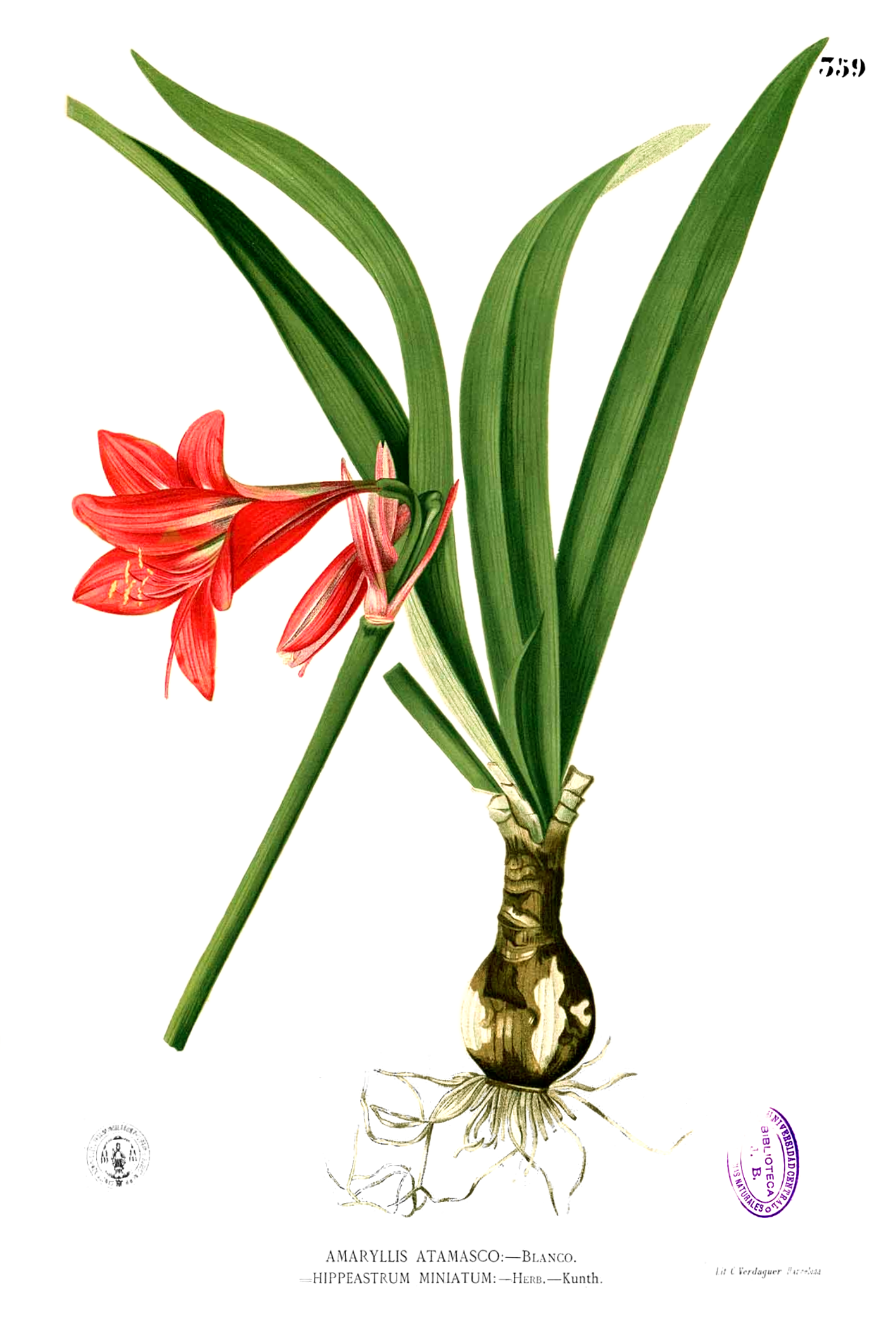
Ilustración del bulbo, hojas e inflorescencia de Hippeastrum miniatum. Francisco Manuel Blanco, Flora de Filipinas 1880-1883

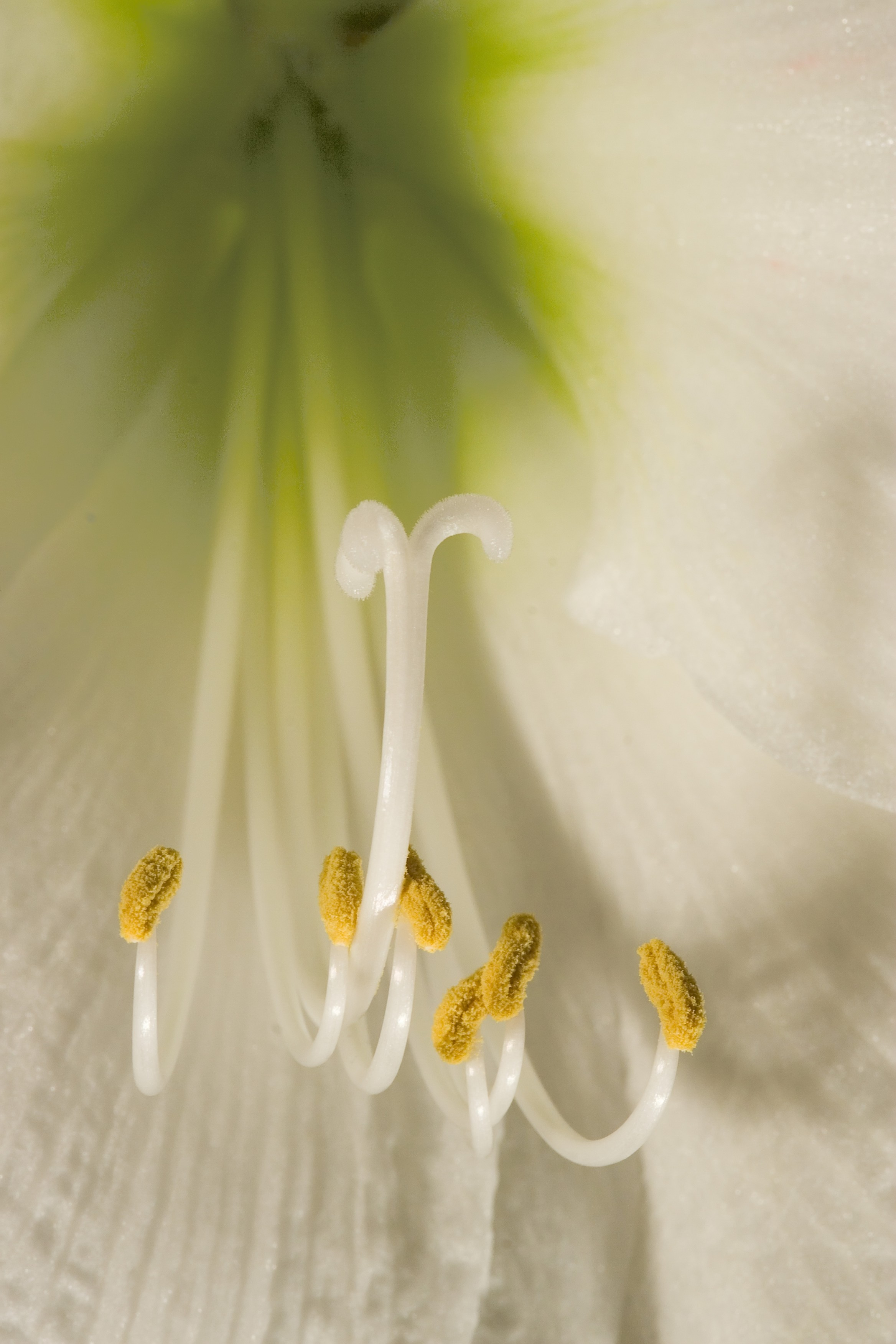
Detalle de los estambres de la flor.

Son plantas herbáceas, perennes y bulbosas. El bulbo de la mayoría de las especies tiene de 5 a 12 cm de diámetro, es un bulbo tunicado, cuyas escamas concéntricas están formadas por las bases foliares ensanchadas. Produce de 2 a 7 hojas de 3 a 9 dm de largo por 2,5 a 5 cm de ancho. Presentan flores más o menos zigomorfas, hermafroditas, grandes (13-20cm) y muy vistosas. El perigonio está formado por 6 tépalos unidos en la base formando un corto tubo, casi siempre con un paraperigonio rudimentario, escamoso. Los segmentos del perigonio son subiguales o desiguales.
El androceo está formado por 6 estambres, con los filamentos filiformes. Las anteras son dorsifijas y versátiles. El ovario es ínfero, trilocular, con los lóculos pluriovulados. El estilo es filiforme y el estigma trífido. Las flores están dispuestas en inflorescencias umbeliformes pauci- o plurifloras (de 2 a 14 flores), sustentadas por un escapo hueco. El escapo es erecto, de 20 a 75 cm de altura según la especie. La espata es bivalva, con las valvas libres hasta la base.
El fruto es una cápsula trivalva, con las semillas negras. Las especies del género son en general diploides con 2n=22 cromosomas, si bien se han citado especies (como por ejemplo Hippeastrum iguazuanum) con 2n=24 cromosomas. En general las diferentes especies del género son intercompatibles dentro de límites muy amplios, lo que indica que se pueden cruzar fácilmente entre sí y producir descendencia fértil. 

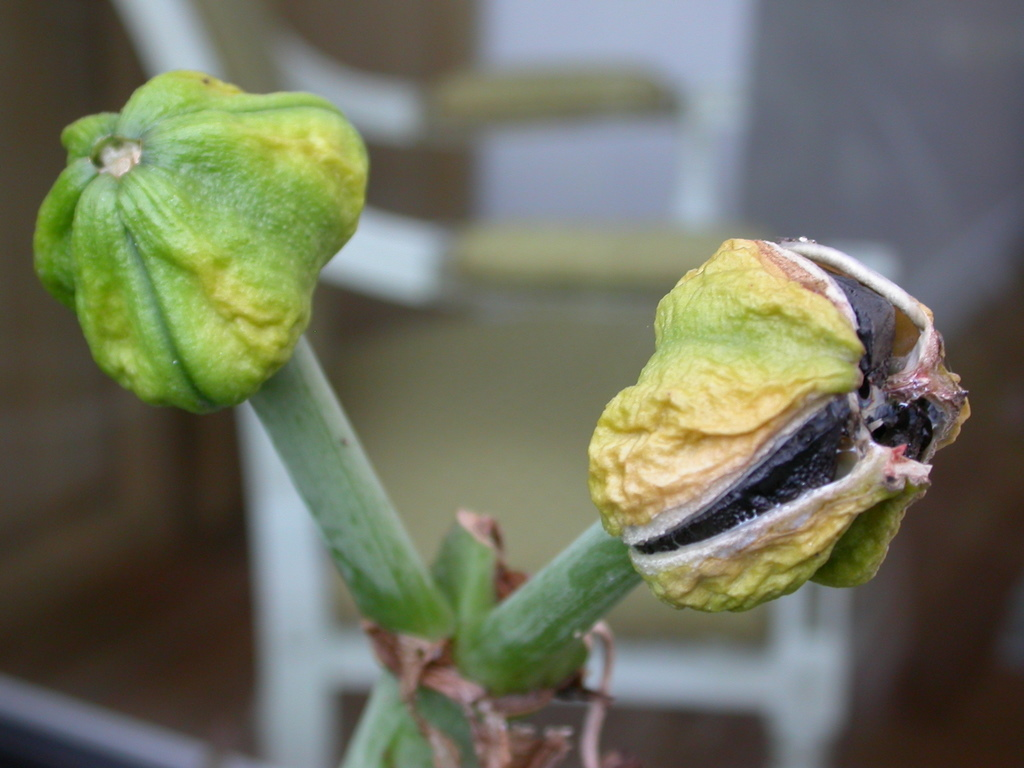
Cápsula trivalva de Hippeastrum.

### Modos de reproducción
Algunas especies de Hippeastrum son estériles por lo que no pueden producir semillas. Un ejemplo es Hippeastrum petiolatum originaria de Uruguay. Esta especie es un triploide sexualmente estéril que produce una abundante cantidad de bulbillos alrededor del bulbo madre. Esos bulbillos son capaces de flotar en el agua, por lo que en la estación lluviosa son arrastrados por las corrientes superficiales de agua y viajan hasta sitios alejados del bulbo original, lo que asegura no solo la propagación sino también la distribución de esta especie. Por otro lado, existen especies del género que son autógamas, como por ejemplo Hippeastrum reticulatum. Este modo de reproducción, si bien no garantiza una elevada diversidad genética en las poblaciones naturales, permite la multiplicación a través de semillas aún en aislamiento, por lo que es una estrategia utilizada por muchas especies colonizadoras. No obstante, los ejemplos brindados son excepcionales, ya que las diferentes especies de Hippeastrum son en general sexualmente fértiles y alógamas. De hecho, presentan varias estrategias para impedir la autopolinización y favorecer, por lo tanto, la alogamia. Así, hay especies autoincompatibles, es decir que solo pueden producir semillas si reciben polen de individuos que no estén genéticamente relacionados. Además, en general el polen se libera aproximadamente dos días antes de que el estigma se encuentre receptivo, lo que también tiende a asegurar la polinización cruzada.

## Distribución geográfica y hábitats
Las especies del género se hallan concentradas en dos centros de diversidad principales, uno de los cuales es el este de Brasil y, el otro, son los Andes de Perú, Bolivia, Argentina y URUGUAY.
Unas pocas especies se extienden hasta México. El género es esencialmente tropical y subtropical, a pesar de que algunas especies se hallan suficientemente al sur del Ecuador y a altitudes tales como para poder ser consideradas templadas.
Las numerosas especies de Hippeastrum crecen en condiciones ambientales extremadamente variadas. Muchas especies provienen de sotobosques, mientras que otras crecen a pleno sol. Ciertas otras crecen en zonas inundables (Hippeastrum angustifolium) y otras en zonas secas. Finalmente, hay especies que son epífitas, tales como Hippeastrum aulicum e Hippeastrum calyptratum.

## Mejoramiento genético y variedades
Diferentes especies han sido cultivadas intensamente por la belleza y tamaño de sus flores lo que ha originado numerosos híbridos y variedades especialmente con las especies originarias de Brasil, Bolivia y Perú.
El mejoramiento genético de Hippeastrum comenzó en 1799 cuando Johnson, de Prescot, Lancashire, cruzó Hippeastrum reginae con Hippeastrum vittatum y obtuvo híbridos que más tarde se denominaron Hippeastrum × johnsonii. Muchos híbridos adicionales fueron realizados durante los 25 años siguientes, a medida que nuevas especies eran descubiertas en Sudamérica y enviadas a Europa. En este período, los dos desarrollos más significativos para el mejoramiento del Hippeastrum fueron la obtención de los híbridos "Reginae" y "Leopoldii".
Los híbridos "Reginae" fueron desarrollados por Jan de Graaf de Holanda y sus dos hijos hacia mediados del siglo XIX. Ellos cruzaron Hippeastrum vittatum e H. striatum con H. psittacinum y algunos de los mejores híbridos disponibles en Europa en aquel momento. Los cultivares clonales "Graveana" y "Empress of India" fueron particularmente exitosos y figuraron en la genealogía de numerosos cultivares posteriores.

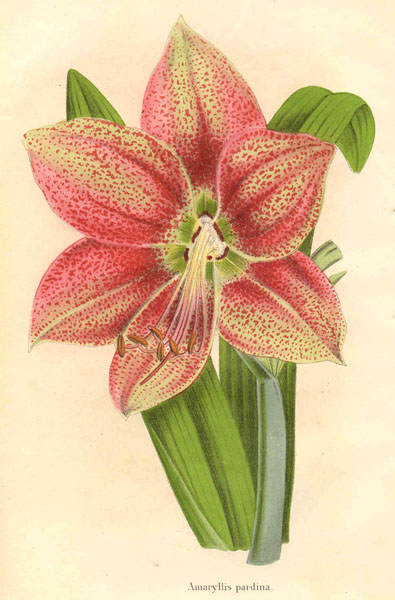
Hippeastrum pardinum, uno de los progenitores de los híbridos "Leopoldii".

La introducción de H.leopoldii e H. pardinum desde los Andes por el explorador Richard Pearce (empleado de la firma inglesa Veitch and Sons) tuvo un fuerte impacto para el futuro del mejoramiento de Hippeastrum. Ambas especies son notables por sus flores muy grandes, ampliamente abiertas y relativamente simétricas. Cuando estas especies fueron cruzadas con los mejores clones de los híbridos "Reginae", se obtuvo una raza de flores grandes y muy abiertas, los mejores de los cuales llevaban 4 a 6 flores en cada escapo. Veitch and Sons dominaron el desarrollo de estos clones, llamados "Leopoldii", como así también el mejoramiento de Hippeastrum hasta las primeras décadas del siglo XX. De hecho, los mejores híbridos "Leopoldii" fijaron los estándares que dominaron el desarrollo comercial de Hippeastrum.

### Fragancia
La ausencia de fragancia es la regla en la gran mayoría de los cultivares modernos de Hippeastrum. La presencia de fragancia aparentemente está genéticamente asociada con el color de flor blanco o los tonos pastel. La fragancia en Hippeastrum es un carácter que, desde el punto de vista genético, se comporta como recesivo. Así, en los cruzamientos entre plantas con fragancia y plantas que no presentan aroma, todos los descendientes serán iguales a este último progenitor. La progenie del cruzamiento entre dos plantas con fragancia, por el otro lado, será uniformemente fragante.

## Importancia económica
Las especies y cultivares comerciales del género Hippeastrum son plantas ornamentales muy apreciadas que se caracterizan por tener flores grandes de llamativos colores (rojo, rosa, salmón, naranja y blanco), por lo que tienen un lugar muy importante dentro de la floricultura comercial para la venta como flor cortada o flores de maceta. Además, por el alto contenido de alcaloides algunas especies de este género son usadas en la industria farmacéutica. Un alcaloide aislado de Hippeastrum vittatum, la montanina, ha demostrado tener efectos antidepresivos, anticonvulsivos y ansiolíticos. H. puniceum parece tener propiedades terapéuticas ya que es utilizado en medicina popular para el tratamiento de hinchazones y heridas.

### Cultivo

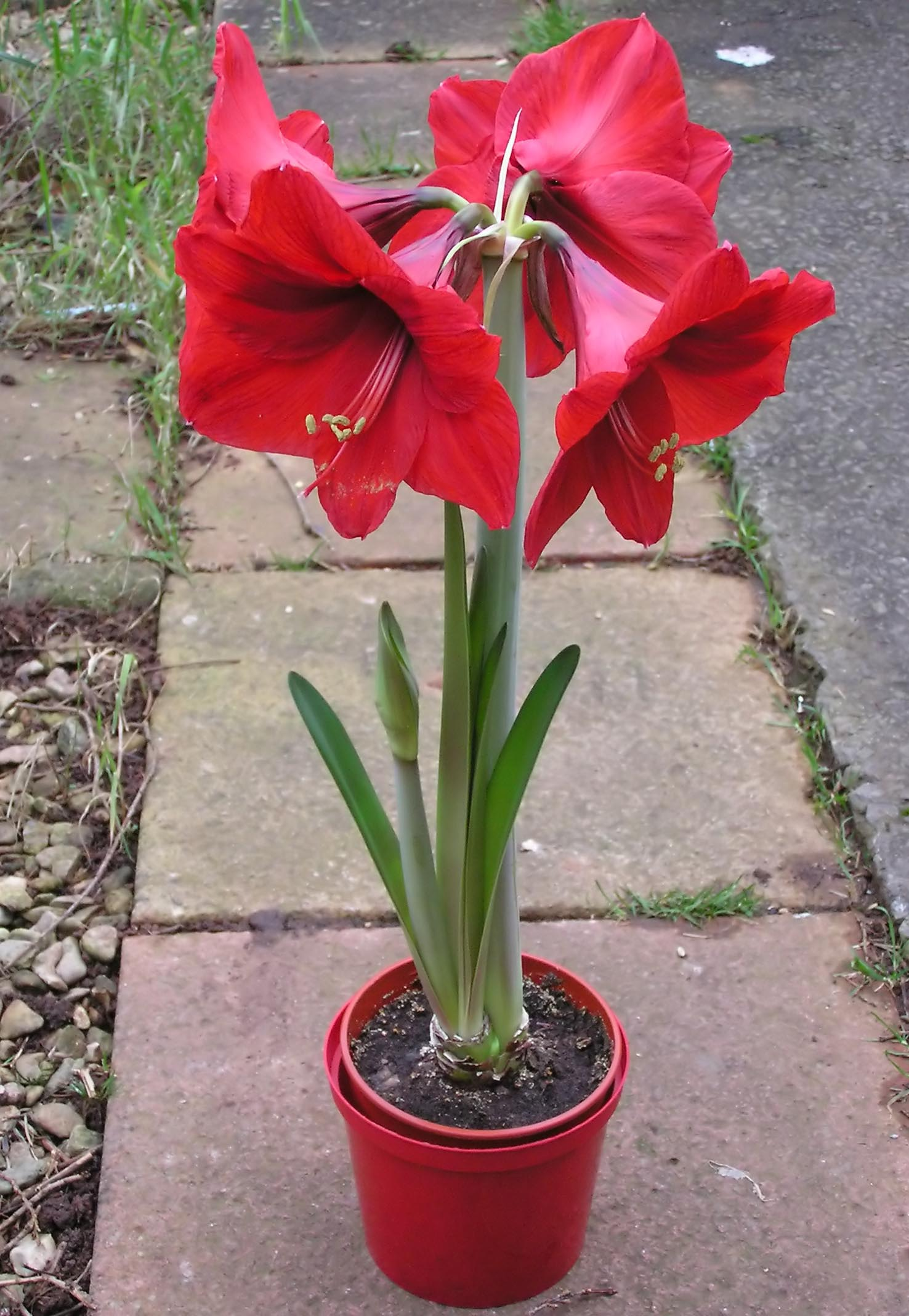
Planta de Hippeastrum cultivada en maceta.

Los distintos cultivares de Hippeastrum son, entre las diferentes especies de plantas bulbosas, los que mejor se adaptan al cultivo en maceta en el interior de los hogares y puede florecer año tras año, siempre que se respete un periodo de reposo de unos 2 meses sin riego ni abono y en un lugar fresco y oscuro.
- Cultivo en maceta: los bulbos se compran en otoño y se plantan en macetas solo un poco más grandes que la circunferencia del bulbo, de forma que quede enterrado en dos tercios de su longitud. El sustrato recomendado es turba, arena y humus en partes iguales. Después de la plantación se coloca la maceta en un lugar cálido, puesto que para la brotación necesita calor (alrededor de 20 °C). Se debe regar con moderación, evitando encharcamientos. Tarda aproximadamente dos meses en florecer. Cuando la planta emite la vara que lleva las flores necesita un emplazamiento luminoso. Se trasplanta solo cada 3 a 4 años. En invierno es conveniente trasladar las macetas a un lugar fresco, la temperatura óptima es de 13 °C y un mínimo de 4 °C. Durante 8 a 10 semanas deben permanecer a esa temperatura con riegos reducidos y sin fertilización, para inducir un reposo anual. Al final de este periodo, se cortan las hojas remanentes a unos 10 cm del cuello del bulbo y se comienza a regar y a fertilizar como si fuera un bulbo recién comprado.[14]

- Requerimientos para su cultivo: es una especie que necesita mucha luz para crecer vigorosamente y que es sensible al frío, solo se puede cultivar a la intemperie en sitios con inviernos moderados. El riego se debe interrumpir completamente cuando se marchitan las hojas. De ese modo se le provee a la planta un período de reposo imprescindible para asegurar la próxima floración. En el período de crecimiento activo (durante la emisión de hojas y floración) se puede abonar cada 10 a 15 días con fertilizantes comunes adicionados con hierro y magnesio. Numerosas plagas pueden afectar a estas especies, tales como trips, ácaros, cochinillas, pulgones, caracoles y babosas.[15]

## Multiplicación

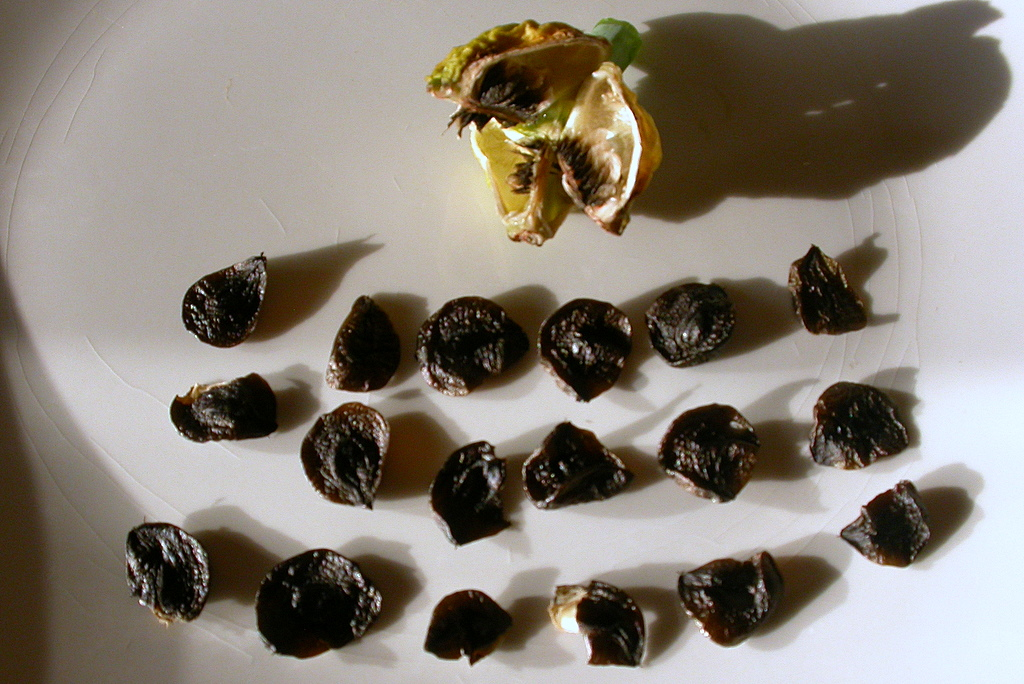
Semillas de Hippeastrum.

Existen tres métodos principales para la multiplicación de Hippeastrum: semillas, bulbillos y estacas mellizas. En los últimos años, además, se está ensayando la micropropagación in vitro de esta especie con el objeto de propagarla a escala comercial. 

### Multiplicación por semillas
Debido a la gran variación en las características de las flores, forma de la planta, período de floración, entre otras variables, la multiplicación por semillas se utiliza usualmente en el desarrollo de nuevos cultivares o en el incremento del número de plantas de las especies silvestres. Las semillas se siembran apenas maduran, a principios de verano normalmente. Se siembran en almácigos y, a medida que van creciendo se las trasplanta a recipientes más grandes. Para acelerar el período a floración es aconsejable que las plántulas no entren en reposo y que continúen un crecimiento activo. Para lograr eso es necesario disponerlas en un sitio cálido y regarlas frecuentemente durante todo el año. Las plantas obtenidas por semillas tardan aproximadamente 6 años en florecer.

### Propagación por hijuelos
Este es el método adecuado para la multiplicación de los cultivares de Hippeastrum en el hogar, con el objeto de incrementar el número de plantas de un determinado cultivar. En la multiplicación comercial, solo aquellos cultivares que producen por lo menos 3 bulbillos al lado del bulbo madre son los que pueden destinarse a este tipo de multiplicación. Las plantas obtenidas a partir de hijuelos tardan 3 a 4 años en florecer.

### Propagación por "estacas mellizas"
En la mayoría de los casos, en cambio, a nivel comercial se utiliza el método de las "estacas mellizas", el cual involucra dividir cada bulbo en 12 secciones seguido de la separación de cada sección individual en dos estacas (las estacas mellizas) que se hallan conectadas entre sí por un trozo del plato basal del bulbo. Las estacas así obtenidas se cultivan en vermiculita húmeda. Tradicionalmente este proceso se lleva a cabo en oscuridad, hasta la aparición de los bulbillos. Se ha demostrado, sin embargo, que cuando las estacas mellizas se cultivan bajo luz solar producen bulbillos que, cuando son transferidos al campo, no sufren estrés lumínico, presentan mayor peso seco y crecen más rápido que cuando son cultivados en condiciones de oscuridad. Aparentemente, el crecimiento en el campo de estos últimos se ve retardado por una fuerte competencia entre las hojas y las raíces por nutrientes y asimilatos.

### Propagaciónin vitro
Las técnicas de cultivo de tejidos vegetales in vitro favorecen la propagación de estas especies, debido a que disminuyen el tiempo requerido para cumplir el ciclo vegetativo, ya que los bulbos alcanzan en menor tiempo el tamaño mínimo para iniciar el ciclo reproductivo. En Hippeastrum se han informado metodologías para la propagación in vitro que utilizan secciones de bulbos cultivadas en medios artificiales con la adición de fitohormonas.

## Listado de especies
Aproximadamente 80, entre ellas:

| Hippeastrum aglaiae Hippeastrum andreanum Hippeastrum argentinum Hippeastrum aulicum Hippeastrum blossfeldiae Hippeastrum blumenavium Hippeastrum breviflorum Hippeastrum bukasovii Hippeastrum calyptratum Hippeastrum candidum Hippeastrum correiense Hippeastrum cybister Hippeastrum doraniae Hippeastrum elegans Hippeastrum evansiae Hippeastrum forgetii Hippeastrum gayanum Hippeastrum goianum | Hippeastrum lapacense Hippeastrum leopoldii Hippeastrum machupijchense Hippeastrum maracasum Hippeastrum miniatum Hippeastrum oconequense Hippeastrum papilio Hippeastrum pardinum Hippeastrum petiolatum Hippeastrum psittacinum Hippeastrum puniceum Hippeastrum reginae Hippeastrum reticulatum Hippeastrum striatum Hippeastrum stylosum Hippeastrum traubii Hippeastrum vittatum |

## Sinonimia
Los siguientes nombres genéricos son sinónimos de Hippeastrum
- Amaryllis L. 1753
- Leopoldia Herb. 1821. nom. rejic.
- Trisacarpis Raf. 1836
- Aschamia Salisb. 1866
- Lais Salisb. 1866
- Omphalissa Salisb. 1866.
- Lepidopharynx Rusby 1927
- Moldenkea Traub

## Especies amenazadas

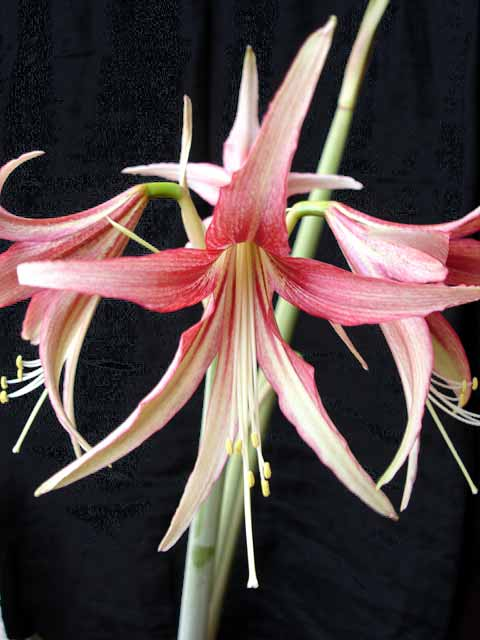
"Lima" un cultivar moderno de Hippeastrum.

Las siguientes especies se consideran amenazadas o vulnerables por degradación de su hábitat natural, según el libro rojo de IUCN:
- Hippeastrum arboricolum Ravenna (Argentina)
- Hippeastrum aviflorum Ravenna (Argentina)
- Hippeastrum canterai Arechavaleta (Uruguay)
- Hippeastrum ferreyrae (Traub.) Gereau & Brako (Perú)
- Hippeastrum petiolatum Pax (Argentina y Brasil)

## Híbridos intergenéricos
Se han obtenido infinidad de híbridos interespecíficos en Hippeastrum, los ejemplos de híbridos con especies de otros géneros de amarilidáceas, no obstante, son muy poco frecuentes. La excepción más conspicua son los híbridos obtenidos a través de los cruzamientos con Sprekelia formosissima Herb., otro miembro de la tribu Hippeastreae. × Hippeastrelia es el nombre del notogénero obtenido a partir del cruzamiento entre una especie de Hippeastrum con una especie de Sprekelia.

## Algunos cultivares deHippeastrum

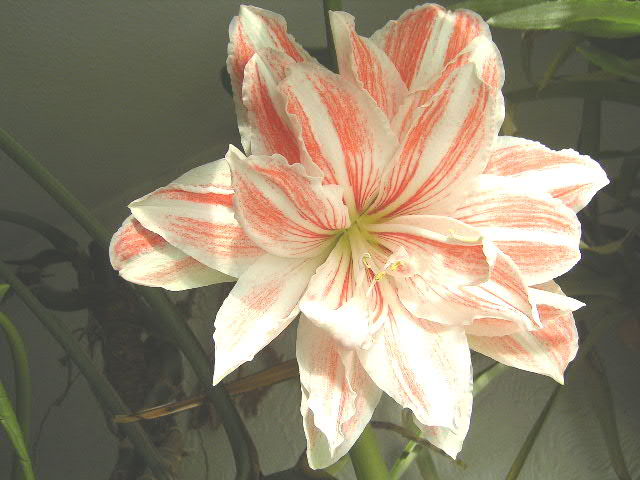
Hippeastrum 'Candy Cane'.
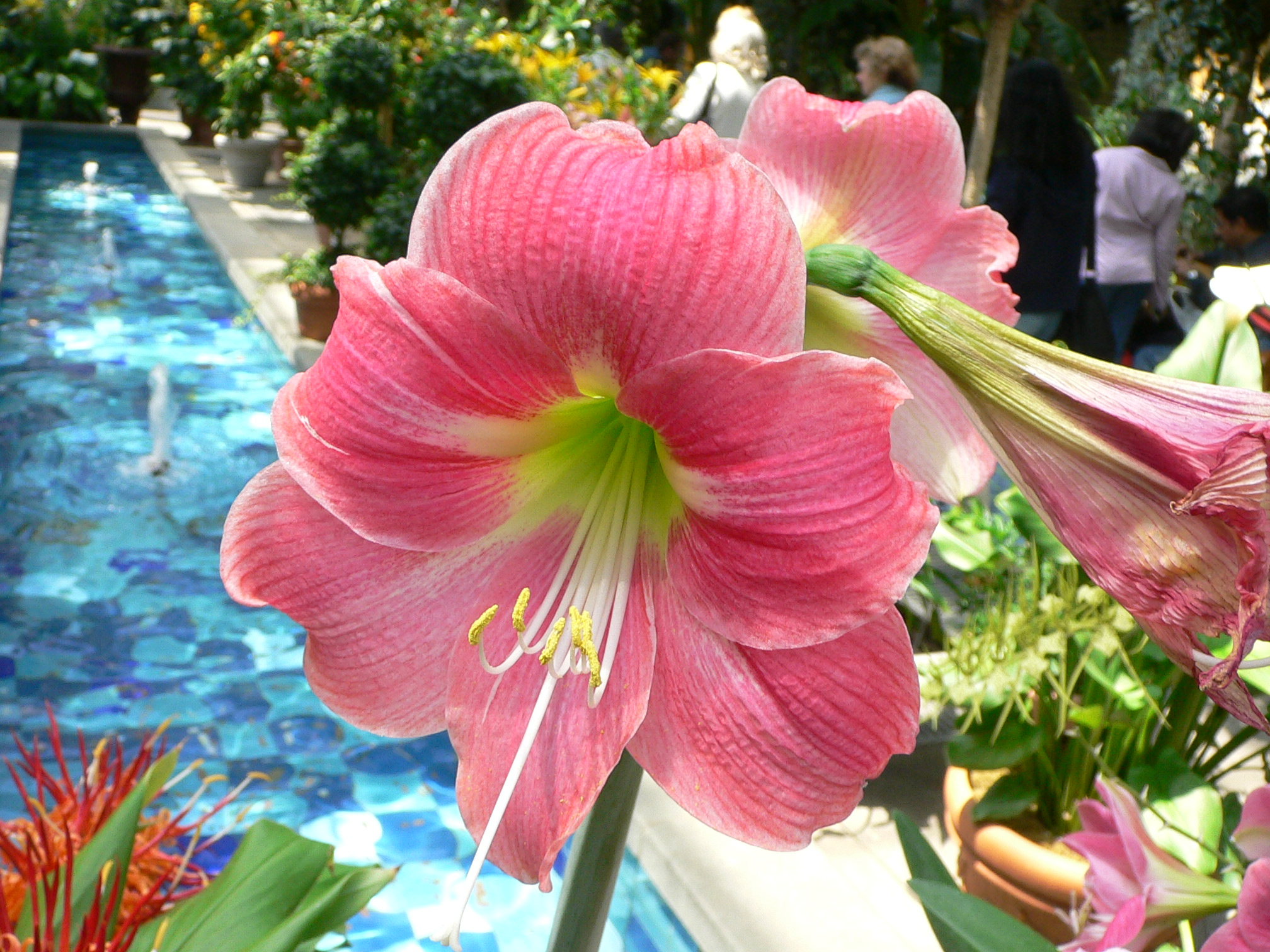
Hippeastrum 'Candy floss'.
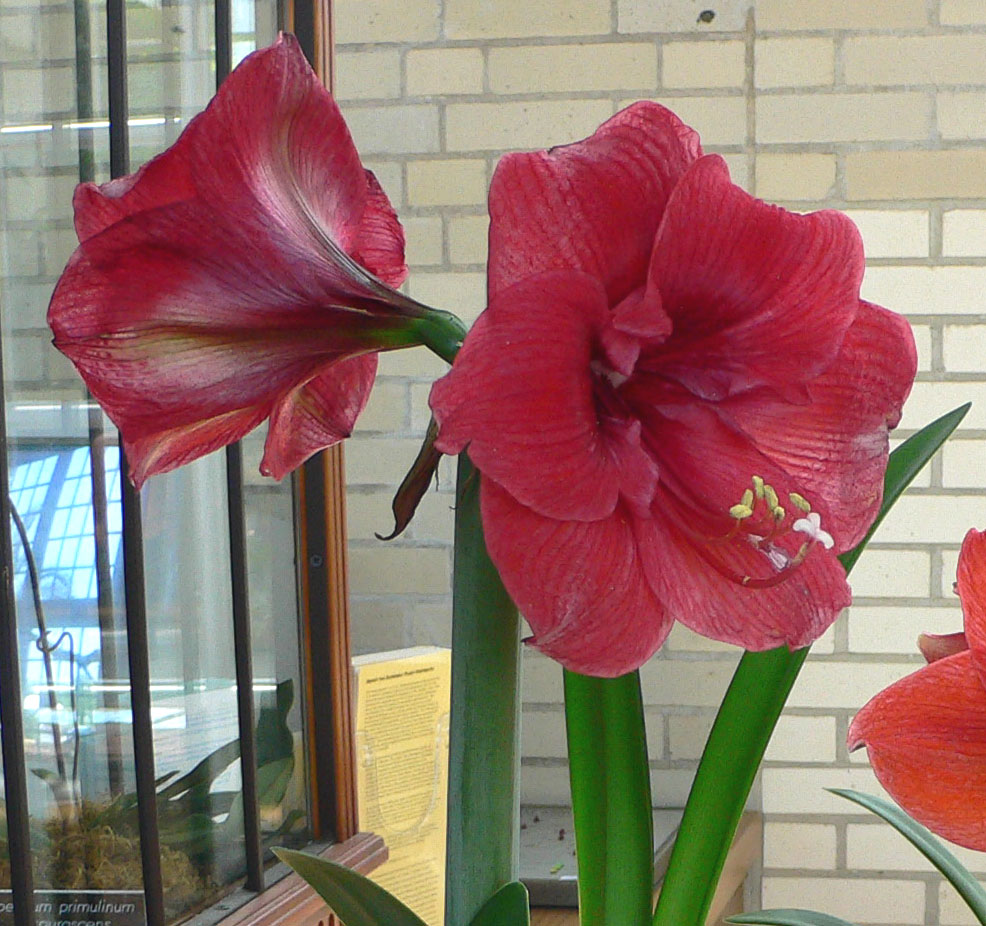
Hippeastrum 'Merry Christmas'.
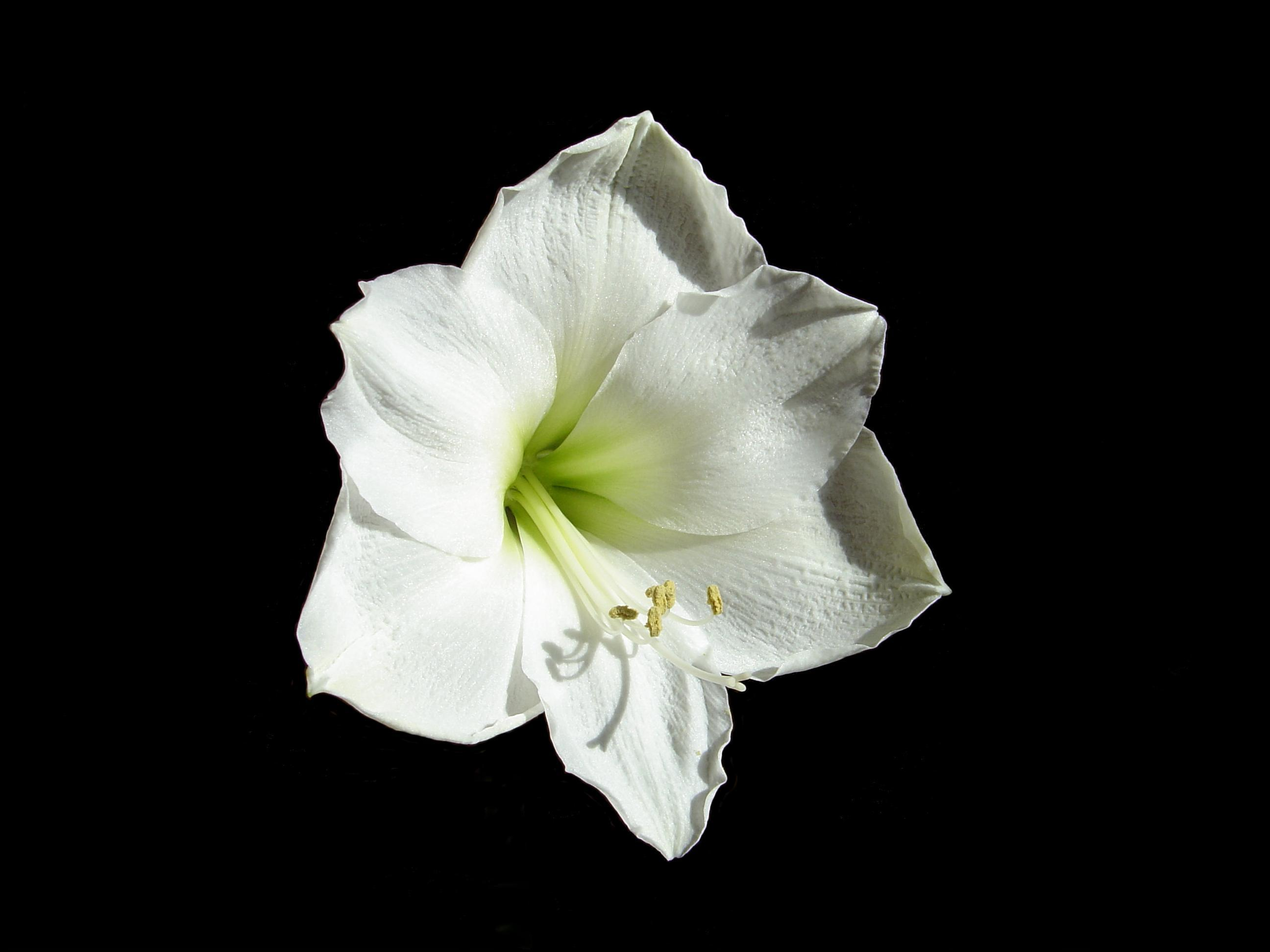
Cultivar de flores blancas.